# Relax (wielerploeg)
Relax - GAM was een Spaanse wielerploeg die deel uitmaakte van de UCI Europe Tour, als Professional Continental Team. Na de vele dopingschandalen in 2006 stopten vier van de negen Spaanse professionele wielerploegen ermee. Relax - GAM maakte daar handig gebruik van door contact op te nemen met een aantal grote namen. In 2007 reden onder anderen Francisco Mancebo, Óscar Sevilla, Daniel Moreno, Jan Hruška, Santiago Pérez, Julian Sanchez Pimienta en Ángel Vicioso voor Relax. De algemeen manager van het team was Marcos Guerrero Guillermo.
Relax stond bekend om de diversiteit aan namen waarmee het in koersen aan de dag verscheen. Dezelfde ploeg nam deel aan koersen onder twee van de namen van de cosponsoren Relax, Fuenlabrada, Bodysol, Bergasol en Brustor. De lokale naamkeuze hing af van de commerciële belangen van de betrokken sponsoren in de regio waar de koers werd verreden en uitgezonden.

## Ploegen per jaar
- Ploeg 2007